# George Bingham (3e comte de Lucan)
Pour les articles homonymes, voir George Bingham et Bingham.
George Bingham, né le 16 avril 1800 à Londres et mort le 10 novembre 1888 à South Street, près de Park Lane dans cette même ville, est un militaire et homme politique britannique connu pour son rôle lors de la guerre de Crimée et pour les expulsions de masse pendant la grande famine irlandaise (1845-1849).

## Biographie

### Du sous-officier au général

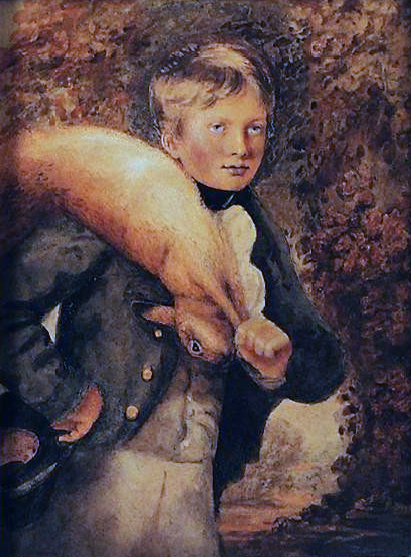
Lord Bingham à l'âge de 14 ans, par Elizabeth Harcourt.

Premier fils de Richard Bingham (2e comte de Lucan), un pair anglo-irlandais, et d'Elizabeth Bingham née Belasyse, Lord Bingham (c'est ainsi qu'il fut désigné jusqu'en juin 1839) fréquenta la Westminster School mais abandonna les études pour s'enrôler comme enseigne dans le 6e régiment d'infanterie le 29 août 1816. Il fut transféré au 11e régiment de dragons légers le 24 décembre 1818.
Il devint ensuite lieutenant au 8e régiment d'infanterie le 20 janvier 1820, capitaine au 74e régiment d'infanterie le 16 mai 1822 puis major détaché le 23 juin 1825. Il fut affecté au 17e régiment de lanciers le 1er décembre 1825 et prit le commandement du régiment avec le grade de lieutenant-colonel le 9 novembre 1826. Il dépensa tellement d'argent pour les uniformes et les chevaux de ses officiers que ces derniers furent surnommés les « dandys de Bingham ». Il fut également élu membre du Parlement pour le comté de Mayo en 1826 et occupa cette fonction jusqu'en 1830. Durant la guerre russo-turque qui débuta en 1828, il fut attaché auprès de l'armée impériale russe en qualité d'observateur.
Il succéda à son père en tant que 3e comte de Lucan à la pairie d'Irlande le 30 juin 1839. Pair représentant d'Irlande en juin 1840, il fut élevé au grade de colonel le 23 novembre 1841 et devint Lord Lieutenant de Mayo en 1845. Lors de la Grande Famine qui éclata en Irlande à la fin des années 1840, il se comporta de façon maladroite et insensible en procédant à des expulsions de masse dans certains villages comme à Ballinrobe, ce qui lui valut d'être haï par la population locale qui le surnomma l'« exterminateur ». Il fut promu major général le 11 novembre 1851.

### Guerre de Crimée

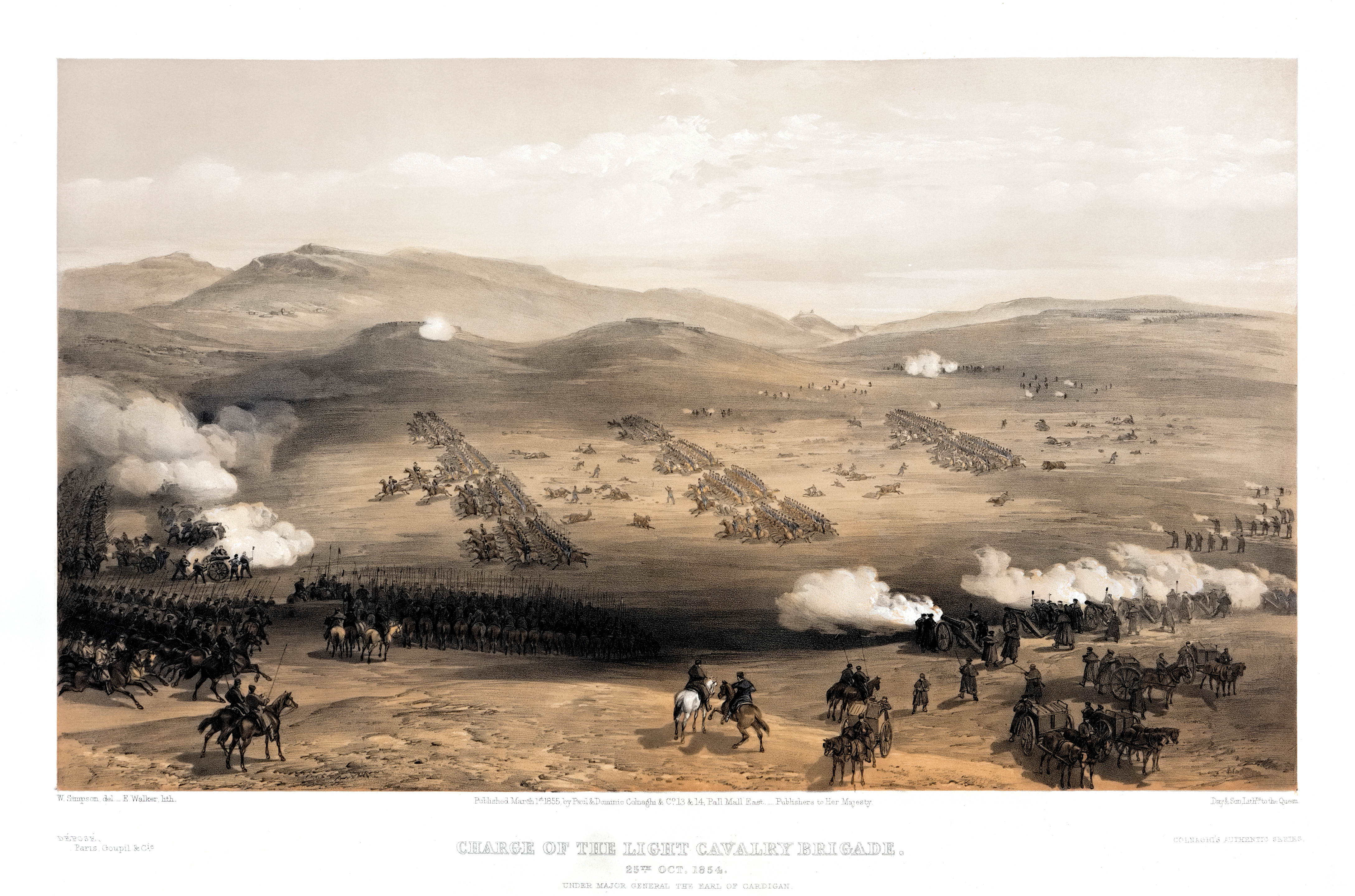
Gravure de William Simpson représentant la charge de la brigade légère durant la bataille de Balaklava. Ce fut Lucan qui transmit à Cardigan l'ordre de mener la charge.

Au début de la guerre de Crimée, Lucan demanda une affectation et il fut nommé commandant de la division de cavalerie britannique. Son beau-frère, Lord Cardigan, fut désigné pour commander sous ses ordres la brigade légère, un choix malencontreux car les deux hommes se détestaient. Promu lieutenant-général à titre temporaire le 18 août 1854, Lucan assista à la bataille de l'Alma en septembre de la même année où sa division, sur ordre du commandant en chef de l'armée Lord Raglan, fut tenue en réserve. À la bataille de Balaklava en octobre, Lucan, sur instruction de Raglan, ordonna à Cardigan de charger à la tête de la brigade légère, entraînant de lourdes pertes du côté des Britanniques sans grands résultats. Alors que Lucan se préparait à soutenir le mouvement avec la brigade lourde, il fut légèrement blessé à la jambe. Raglan blâma Lucan pour cet échec (« Vous avez perdu la brigade légère ») et critiqua son action dans le compte-rendu officiel de la bataille. Lucan protesta contre ce traitement mais les relations entre le général en chef et le commandant de la cavalerie s'étaient définitivement détériorées et il rentra en Angleterre au début du mois de mars 1855.
À son retour, Lucan demanda à être traduit en cour martiale mais cela lui fut refusé. Il se défendit finalement à l'occasion d'un discours à la Chambre des lords le 19 mars 1855, rejetant la responsabilité du désastre sur Raglan et sur son aide de camp, le capitaine Louis Nolan, qui avait péri au cours de la charge. Cette tactique sembla porter ses fruits puisqu'il fut nommé commandeur de l'ordre du Bain le 5 juillet 1855 et colonel du 8e régiment de dragons légers — une unité qui avait chargé à Balaklava au sein de la brigade légère — le 17 novembre suivant.

## Fin de carrière
Dans le cadre de son activité parlementaire, Lucan apporta une solution au problème de l'admission des Juifs au sein du Parlement. En effet, ces derniers refusaient de prêter serment « sur la véritable foi du chrétien » et, n'ayant pas été assermentés conformément à la loi, se voyaient privés de leur droit de vote malgré leur élection au Parlement. Lucan proposa, à titre de compromis, que chaque chambre puisse modifier son propre serment. La Chambre des lords, qui s'était longtemps opposée à l'admission des Juifs, donna son accord. Un Juif éminent, le baron Lionel de Rothschild, put ainsi intégrer la Chambre des communes et prêta serment le 26 juillet 1858.
Même s'il ne fut plus jamais militaire d'active, Lucan fut promu lieutenant-général le 24 décembre 1858 et devint colonel du 1st Regiment of Life Guards le 27 février 1865. Il fut par la suite nommé General le 28 août de la même année et fait chevalier grand-croix de l'ordre du Bain en 1869,. Il prit officiellement sa retraite en octobre 1877 mais obtint, non sans quelques démarches, son élévation au grade de field marshal le 21 juin 1887. Il mourut le 10 novembre 1888 au 13 South Street près de Park Lane, à Londres, et fut enterré à Laleham, dans le comté de Middlesex.

## Famille
Il épousa en 1829 Lady Anne Brudenell, septième fille de Robert Brudenell (6e comte de Cardigan). Le couple eut six enfants, dont son héritier George Bingham (4e comte de Lucan).